# Kang Kyung-min
Kang Kyung-min (kor. 강경민; * 8. November 1996 in Incheon) ist eine südkoreanische Handballspielerin, die für die südkoreanische Nationalmannschaft aufläuft.

## Karriere

### Im Verein
Kang Kyung-min absolvierte in der Saison 2015/16 ihre erste Spielzeit in der höchsten südkoreanischen Spielklasse für die Mannschaft Gwangju Urban Development Corporation. Sie erzielte 118 Treffer und wurde zum besten Neuling der südkoreanischen Liga gekürt. Im Jahr 2016 erlitt sie eine Knöchelverletzung und ein Jahr später eine Schulterverletzung. Im November 2018 entschied sich die Rückraumspielerin ihre Karriere zu unterbrechen und arbeitete anschließend als Schwimmlehrerin. Neun Monate später setzte sie ihre Karriere bei Gwangju Urban Development Corporation fort. In den Spielzeiten 2019/20 und 2020/21 wurde sie jeweils Torschützenkönigin der südkoreanischen Liga und wurde zusätzlich zum MVP gewählt. Nachdem Kang Kyung-min in der Spielzeit 2022/23 nochmals mit dem MVP-Titel geehrt wurde, schloss sie sich dem Ligakonkurrenten SK Sugar Gliders an. Mit den SK Sugar Gliders gewann sie 2024 die südkoreanische Meisterschaft.

### In Auswahlmannschaften
Kang Kyung-min gewann mit der südkoreanischen Jugendauswahl bei den Olympischen Jugend-Sommerspielen 2014 in Nanjing die Goldmedaille. Zum 32:31-Finalsieg gegen Russland steuerte sie 12 Tore bei. Zwei Jahre später belegte sie mit der südkoreanischen Jugendnationalmannschaft den siebten Rang bei der U-20-Weltmeisterschaft 2016. Mit der Südkoreanischen A-Nationalmannschaft belegte sie den achten Platz bei den XXXII. Olympiade in Tokio. Im Turnierverlauf erzielte sie 16 Treffer. Anschließend nahm sie an den 19. Asienspielen teil und unterlag im Finale gegen die japanische Auswahl. Bei der nur einen Monat später ausgetragenen Asienmeisterschaft traf sie mit Südkorea im Finale erneut auf Japan und gewann dieses Spiel nach Verlängerung mit 34:29. Bei den Olympischen Spielen 2024 in Paris warf sie mit 23 Treffern die meisten Tore für die südkoreanische Auswahl.